# Stjärnkikarfiskar
Stjärnkikarfiskar (Uranoscopidae) är en familj i underordningen fjärsinglika fiskar (Trachinoidei). De lever i tropiska och tempererade områden vid havsbotten över hela världen.

De är uppkallade efter deras vana att gömma sig i sanden, så att bara en del av huvudet med ögonen är synlig. Alla arter är omtyckta som matfisk. Några av de omkring 50 arterna har förmåga att skapa el-stötar upp till 50 Volt för att hitta byte och i försvarssyfte. Dessutom har de flesta arter en gifttagg. Som lockbete har de ett maskliknande utskott vid underkäken.

## Släkten (urval)
- Astroscopus
- Genyagnus
- Gnathagnus
- Ichthyscopus
- Kathetostoma
- Pleuroscopus
- Selenoscopus
- Uranoscopus
- Xenocephalus